# Anastácio II de Antioquia
Anastácio II (em latim: Anastasius II; em grego clássico: Αναστάσιος Α; romaniz.: Anastásios Β) foi um patriarca grego ortodoxo de Antioquia entre 599 e 609.

## Vida
Anastácio nasceu em data desconhecida. Em 599, sucedeu Anastácio I como patriarca. No tempo que ocupou a posição, traduziu para grego a Regra Pastoral do papa Gregório I (590–604) e parece ser o autor de alguns sermões ortodoxos. O papa o parabenizou pela postura ortodoxa, mas o exortou a interromper as práticas simoníacas que eram comuns ali. Em 609, o imperador Focas (r. 602–610) tentou converter à força os judeus no Oriente. Em setembro, revoltas eclodiram e o patriarca foi morto e seu corpo jogado no fogo.  Foi sucedido por Gregório II.